# Dmitry Sergeyevich Merezhkovsky
Dmitry Sergeyevich Merezhkovsky (tiếng Nga: Дмитрий Сергеевич Мережковский; 14 tháng 8 năm 1865 – 9 tháng 12 năm 1941) là nhà văn, nhà phê bình, nhà thơ Nga. Merezhkovsky là chồng của nữ nhà văn, nhà thơ Nga Zinaida Nikolaevna Gippius.

## Tiểu sử
Dmitry Merezhkovsky sinh ở Sankt-Peterburg trong gia đình một công chức hoàng gia, là con thứ sáu của một gia đình có chín người con. Từ năm 1884 đến 1889 học lịch sử và ngôn ngữ ở Đại học Sankt-Peterburg. Bắt đầu in thơ từ năm 13 tuổi trên các báo và tạp chí. Năm 15 tuổi, bố tổ chức cho Merezhkovsky gặp nhà văn Fyodor Mikhailovich Dostoevsky – là người không hài lòng với cuộc sống hiện tại của nhà thơ trẻ. "Để sáng tác tốt – cần đau khổ và đau khổ", những lời này của Dostoevsky, không ngờ, được thể hiện trong số phận của Merezhkovsky sau này.
Năm 1888 in tập thơ đầu tiên, năm 1892 in tập thơ thứ hai. Năm 1896, chưa đến 30 tuổi, đã có tên trong Từ điển bách khoa "Brokgayz và Efron", được gọi là "một nhà thơ nổi tiếng". Năm 1889 Merezhkovsky cưới Zinaida Nikolaevna Gippius, sau này cũng là một nhà văn, nhà thơ nổi tiếng của Nga sống lưu vong ở nước ngoài. Năm 1900 cùng với Gippius, Vasily Vasilievich Rozanov và một số nhà thơ khác thành lập "Hội Triết học và Tôn giáo". Dmitry Merezhkovsky chào mừng Cách mạng Tháng Hai nhưng chống đối Cách mạng Tháng Mười. Kết quả là sau khi Cách mạng Tháng Mười thành công, ông bỏ ra sống ở nước ngoài. Năm 1920 đi sang Ba Lan, sau đó sang Pháp. Sau khi ra nước ngoài, tác phẩm của Merezhkovsky hầu như không được nhắc đến ở Liên Xô. Di sản văn học của Merezhkovsky rất đồ sộ, bao gồm tiểu thuyết, các tác phẩm về triết học, tôn giáo, phê bình, thơ. Ngoài ra ông còn là người dịch nhiều tác gia cổ điển của Hy Lạp và La Mã cổ đại. Tiểu thuyết của Merezhkovsky có sự ảnh hưởng đến các nhà văn lớn của thế giới như Mikhail Afanasievich Bulgakov, James Joyce, Thomas Mann...
Merezhkovsky là người nhiều lần có tên trong danh sách đề cử giải Nobel Văn học nhưng vì ông là người ủng hộ Adolf Hitler và Benito Mussolini nên không được trao giải. Năm 1939 ông phát biểu trên Đài phát thanh Paris ủng hộ Hitler bị phản đối. Sau đó là những ngày tháng nghèo túng và bệnh tật. Ông mất ngày 9 tháng 12 năm 1941 ở Paris, khi còn bị Đức chiếm đóng. Tác phẩm của Dmitry Merezhkovsky bắt đầu được bạn đọc quan tâm ở phương Tây từ những năm 1950–1960, còn ở Nga từ những năm 1980-1990.

## Một vài bài thơ
| Любовь - Вражда Мы любим и любви не ценим, И жаждем оба новизны, Но мы друг другу не изменим, Мгновенной прихотью полны. Порой, стремясь к свободе прежней, Мы думаем, что цепь порвем, Но каждый раз все безнадежней Мы наше рабство сознаем. И не хотим конца предвидеть, И не умеем вместе жить,- Ни всей душой возненавидеть, Ни беспредельно полюбить. О, эти вечные упреки! О, эта хитрая вражда! Тоскуя - оба одиноки, Враждуя - близки навсегда. В борьбе с тобой изнемогая И все ж мучительно любя, Я только чувствую, родная, Что жизни нет, где нет тебя. С каким коварством и обманом Всю жизнь друг с другом спор ведем, И каждый хочет быть тираном, Никто не хочет быть рабом. Меж тем, забыться не давая, Она растет всегда, везде, Как смерть, могучая, слепая Любовь, подобная вражде. Когда другой сойдет в могилу, Тогда поймет один из нас Любви безжалостную силу - В тот страшный час, последний час! Одиночество в любви Темнеет. В городе чужом Друг против друга мы сидим, В холодном сумраке ночном, Страдаем оба и молчим. И оба поняли давно, Как речь бессильна и мертва: Чем сердце бедное полно, Того не выразят слова. Не виноват никто ни в чем: Кто гордость победить не мог, Тот будет вечно одинок, Кто любит,- должен быть рабом. Стремясь к блаженству и добру, Влача томительные дни, Мы все - одни, всегда - одни: Я жил один, один умру. На стеклах бледного окна Потух вечерний полусвет.- Любить научит смерть одна Все то, к чему возврата нет. | Yêu thương – thù hận Ta yêu nhau nhưng mà ta không hiểu Cả hai người cái mới vẫn khát khao Nhưng mà ta cũng không phản bội nhau Dù tình yêu rất cầu kỳ, nũng nịu. Ta muốn được tự do như ngày trước Ta nghĩ rằng xiềng xích sẽ giật tung Nhưng đều vô phương cứu chữa bao lần Kiếp nô lệ của mình ta hiểu được. Và cả hai đều không ưa tiên đoán Vì cả hai không biết cách sống chung Không thù hận bằng tất cả tấm lòng Không yêu thương đến vô cùng vô tận. Ôi, những điều quở trách muôn thuở ấy Hận thù này quả láu lỉnh, tinh ranh Cả hai cô đơn, cả hai thấy buồn Cả hai thấy ghét – gần nhau mãi mãi. Nhưng tranh cãi với em, anh mệt lử Anh vẫn yêu, vẫn đau khổ, đọa đầy Em yêu ơi, anh cảm nhận điều này Nơi không có em, cuộc đời chẳng có. Điều dối gian hay sự quỷ quyệt nào Mà cả đời ta cùng nhau cãi cọ Mỗi người đều muốn trở thành tiếm chủ Có ai chịu làm nô lệ ai đâu. Nhưng dù sao, tình chẳng cho ta quên Mà lớn lên khắp nơi và muôn thuở Như cái chết, mù quáng và mạnh mẽ Tình yêu thương như thù hận mà em. Chỉ khi một người đã dưới suối vàng Thì người còn lại may ra hiểu được Sức mạnh của tình yêu không thương xót Trong giờ cuối cùng, trong phút lâm chung! Cô đơn trong tình yêu Trời dần tối trên thành phố lạ Hai đứa ngồi quay mặt vào nhau Trong bóng đêm lạnh lẽo, u sầu Cả hai lặng im và đau khổ. Và cả hai từ lâu hiểu rõ Rằng ngôn từ bất lực, vô sinh: Một khi rất tội nghiệp ở trong tim Thì thể hiện bằng lời không thể. Không điều gì và không ai có lỗi Ai không thể nào thắng được kiêu hùng Thì người này muôn thuở cô đơn Ai yêu – phải trở thành nô lệ. Khi khát khao hạnh phúc và lòng tốt Sống lắt lay vất vưởng tháng ngày xanh Tất cả chúng ta muôn thuở một mình Anh sống một mình, một mình anh chết. Trên kính cửa sổ một màu xám xịt Đã tắt rồi ánh sáng buổi ban chiều Chỉ cái chết dạy được cho ta yêu Tất cả đi vào mà không lối thoát. Bản dịch của Nguyễn Viết Thắng. |